# Radical 14
El radical 14, representado por el carácter Han 冖, es uno de los 214 radicales del diccionario de Kangxi. En mandarín estándar es llamado 冖部　(mì bù), en japonés es llamado 冖部, べきぶ　(bekibu), y en coreano 멱(myeog). Este radical es llamado «radical cubrir» en los textos occidentales. El radical 14 aparece siempre en la parte superior de los caracteres a los que pertenece (por ejemplo en el símbolo 冥). 

## Nombres populares
- Mandarín estándar: 禿宝蓋, tū bǎo gài, «tapa “calva” del símbolo “宝”».
- Coreano:민갓머리부, min gat meo li bu «radical 宀 sin adorno».
- Japonés:  	ワ冠（ワかんむり）, wa-kanmuri, «radical “wa” en la parte superior» —por su parecido al carácter silábico wa (ワ) de katakana—.[1]
- En occidente: «Radical cubrir».

## Caracteres con el radical 14
| trazos | carácter             |
| ------ | -------------------- |
| + 0    | 冖                   |
| + 2    | 冗 冘                |
| + 3    | 写 冚                |
| + 4    | 农                   |
| + 5    | 军 冝                |
| + 6    | 冞                   |
| + 7    | 冟 冠                |
| + 8    | 冡 冢 冣 冤 冥 冦 冧 |
| + 9    | 冨                   |
| + 12   | 冩                   |
| + 14   | 冪                   |

## Galería
| Estilos antiguos                                 | Estilos antiguos                  | Estilos antiguos                        | Estilos antiguos                   | Estilos antiguos                   | Estilos empleados actualmente       | Estilos empleados actualmente  | Estilos empleados actualmente    | Estilos empleados actualmente   | Estilos empleados actualmente  |
|                                                  |                                   |                                         |                                    |                                    |                                     | 冖                             |                                  |                                 |                                |
| 甲骨文 jiǎgǔwén (escritura de huesos oraculares) | 金文 jīnwén (escritura de bronce) | 简帛 jiǎnbó (escritura de bambú y seda) | 篆文 zhuànwén (escritura de sello) | 篆文 zhuànwén (escritura de sello) | 隸書 lìshū (estilo de los escribas) | 楷書 kǎishū (estilo regular)   | 楷書 kǎishū (estilo regular)     | 行書 xǐngshū (estilo corriente) | 草書 cǎoshū (estilo de hierba) |
| 甲骨文 jiǎgǔwén (escritura de huesos oraculares) | 金文 jīnwén (escritura de bronce) | 简帛 jiǎnbó (escritura de bambú y seda) | 大篆 dàzhuàn (sello grande)        | 小篆 xiǎozhuàn (sello pequeño)     | 隸書 lìshū (estilo de los escribas) | 繁體／繁体 fántǐ (tradicional) | 简体／簡體 jiǎntǐ (simplificado) | 行書 xǐngshū (estilo corriente) | 草書 cǎoshū (estilo de hierba) |